# Callithomia alpho
Callithomia alpho är en fjärilsart som beskrevs av Felder 1865. Callithomia alpho ingår i släktet Callithomia och familjen praktfjärilar. Inga underarter finns listade i Catalogue of Life.